# Småtagging
Småtagging (Steccherinum oreophilum) är en svampart som beskrevs av Lindsey & Gilb. 1977. Steccherinum oreophilum ingår i släktet Steccherinum och familjen Meruliaceae.   Inga underarter finns listade i Catalogue of Life.
I den svenska databasen Dyntaxa används istället namnet Irpex oreophilus för samma taxon.  Arten är reproducerande i Sverige.